# Ereketen van Albanië
De Republiek Albanië, die van 1925 tot 1928 bestond, stichtte een Ereketen van Albanië (Albanees: "Koliëri i Shqypnis") als onderscheiding, met name voor bevriende staatshoofden. 
De keten was geen onderdeel van een Albanese ridderorde. Ze bestond naast de ridderorden zoals de Orde van Skanderbeg, de Orde van Trouw en de Orde van de Zwarte Adelaar. Zog I werd vaak met de keten gefotografeerd.
De keten bestond uit schakels in de vorm van lauwertakken en sterren. Waar de keten bijeen komt is als verhoging en verbinding met het kleinood een ster aangebracht. Het kleinood kreeg de vorm van een dubbele adelaar met een schild op de borst.
De keten werd 12 december 1925 door President Ahmed Ben Zogu, de latere koning Zog I ingesteld.
In 1945 maakte de Volksrepubliek Albanië een einde aan het verlenen van de keten.